# Honório Pereira de Azeredo Coutinho
Honório Pereira de Azeredo Coutinho (século XIX) foi um político brasileiro.
Foi presidente da província do Maranhão, nomeado por carta imperial de 9 de outubro de 1849, de 7 de novembro de 1849 a 5 de junho de 1851.